# Brachyrhopala quadrata
Brachyrhopala quadrata là một loài ruồi trong họ Asilidae. Brachyrhopala quadrata được Clements miêu tả năm 2000. Loài này phân bố ở miền Australasia.